# Cusack Park
Cusack Park est le principal stade de sports gaélique du comté de Westmeath en Irlande. Il est localisé dans la ville de Mullingar et possède une capacité d’accueil de 15 000 places. Le stade a été inauguré en 1933